# Monti Hamgyŏng
I monti Hamgyŏng, in coreano Hamgyŏng-sanmaek, sono una catena montuosa della Corea del Nord nord-orientale. 
La catena forma uno spartiacque che separa la regione di frontiera settentrionale lungo il confine cinese da quella orientale affacciata sul mar del Giappone (mare Orientale). I monti Hamgyŏng sono situati sul margine nord-orientale dell'altopiano di Kaema e si allungano verso sud-ovest fino ai monti Pujŏllyŏng e verso nord-est fin quasi al fiume Tumen. Chiamati anche «Alpi coreane», essi costituiscono la catena montuosa più elevata dell'intera Corea, con 72 cime che superano i 2000 m. 
La più elevata tra queste è il monte Kwanmo (2540 m); in tutta la Corea solamente il monte Paektu (2750 m), al confine con la Cina, ha un'altitudine maggiore. La regione è ricoperta in gran parte da foreste vergini. Il versante orientale dei monti forma un impervio scalino lungo la costa, e i fiumi che hanno origine da questa catena montuosa e sfociano nel mar del Giappone hanno corso breve e veloce.